# Ásfjall (kulle i Island, Höfuðborgarsvæði)
Ásfjall är en kulle i republiken Island. Den ligger i regionen Höfuðborgarsvæði, 10 km söder om huvudstaden Reykjavík. Toppen på Ásfjall är 126 meter över havet, eller 86 meter över den omgivande terrängen. Bredden vid basen är 3,5 km.
Runt Ásfjall är det ganska tätbefolkat, med 120 invånare per kvadratkilometer. Närmaste större samhälle är Reykjavik, nära Ásfjall. 